# Wood Green (metropolitana di Londra)
La stazione di Wood Green è una stazione della metropolitana di Londra, servita dalla linea Piccadilly.

## Storia
La stazione fu aperta il 19 settembre 1932, insieme alla prima sezione dell'estensione della linea Piccadilly verso Cockfosters da Finsbury Park. Durante la progettazione dell'estensione erano stati presi in considerazione alcuni nomi alternativi per la stazione (Lordship Lane e Wood Green Central), ma furono scartati.
La stazione fu una delle prime della rete metropolitana a essere fornita delle cosiddette suicide pits o "buche del suicida", posizionate sotto al binario in modo da salvare le persone dall'impatto col treno in caso di tentativo di suicidio o di una caduta accidentale.
Wood Green rimase chiusa dal 14 ottobre 1940 al 5 dicembre dello stesso anno, a seguito di due bombe che colpirono le stazioni di Bounds Green e di Holloway Road.
A nord della stazione si trova un binario di scambio e di inversione di marcia. Questo veniva usato regolarmente fino agli anni novanta per far invertire senso di marcia ai treni diretti verso nord. Ora i convogli fanno inversione a Wood Green solo in caso di guasti sulla linea o per riguadagnare tempo in caso di ritardi.

### Incidenti
Il 16 marzo 1976, la stazione fu teatro di un attentato dinamitardo compiuto dal Provisional Irish Republican Army. Una bomba esplose su un treno vuoto mentre accedeva al binario di scambio, prima di dirigersi verso la stazione di Arsenal dove avrebbe caricato i tifosi che lasciavano lo stadio. Un passeggero che si trovava sulla piattaforma rimase ferito dalle schegge di vetro. Tre militanti del PIRA furono in seguito condannati a 20 anni di carcere per l'attentato.

### Progetti
Nell'ambito della discussione sul progetto Crossrail 2, noto anche come Chelsea-Hackney line, alcune proposte includono Wood Green come una possibile stazione su una diramazione tra Seven Sisters e New Southgate. Una consultazione pubblica si è espressa a favore di una soluzione con due stazioni a Turnpike Lane e Alexandra Palace, mentre il consiglio del borgo di Haringey ha votato a favore di una singola stazione appunto in corrispondenza di Wood Green. Le alternative sono tuttora in fase di valutazione.

## Strutture e impianti
Come tutte le stazioni di questa estensione, Wood Green fu progettata secondo nuovi criteri estetici e architettonici. L'edificio, disegnato da Charles Holden, è un esempio tipico dello stile modernista che Holden adottò per le stazioni della metropolitana negli anni trenta. Si trova all'angolo di due vie; la facciata è arrotondata ed è fiancheggiata da due torri di ventilazione (aggiunte in un secondo momento). Sul lato nord, la struttura incorpora un locale commerciale che fa parte della fila dei negozi in High Road. L'edificio, dal 20 luglio 2011, è un monumento classificato di Grade II.
È situata nella Travelcard Zone 3.

## Interscambi
Nelle vicinanze della stazione effettuano fermata numerose linee automobilistiche urbane, gestite da London Buses.
- Fermata autobus

## Galleria d'immagini

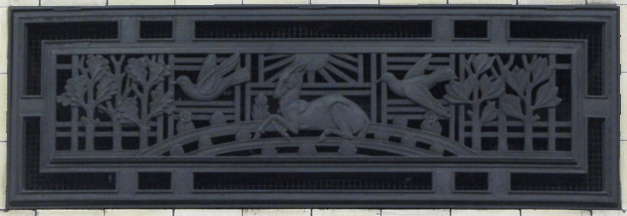
Pannello di ventilazione alla stazione di Wood Green
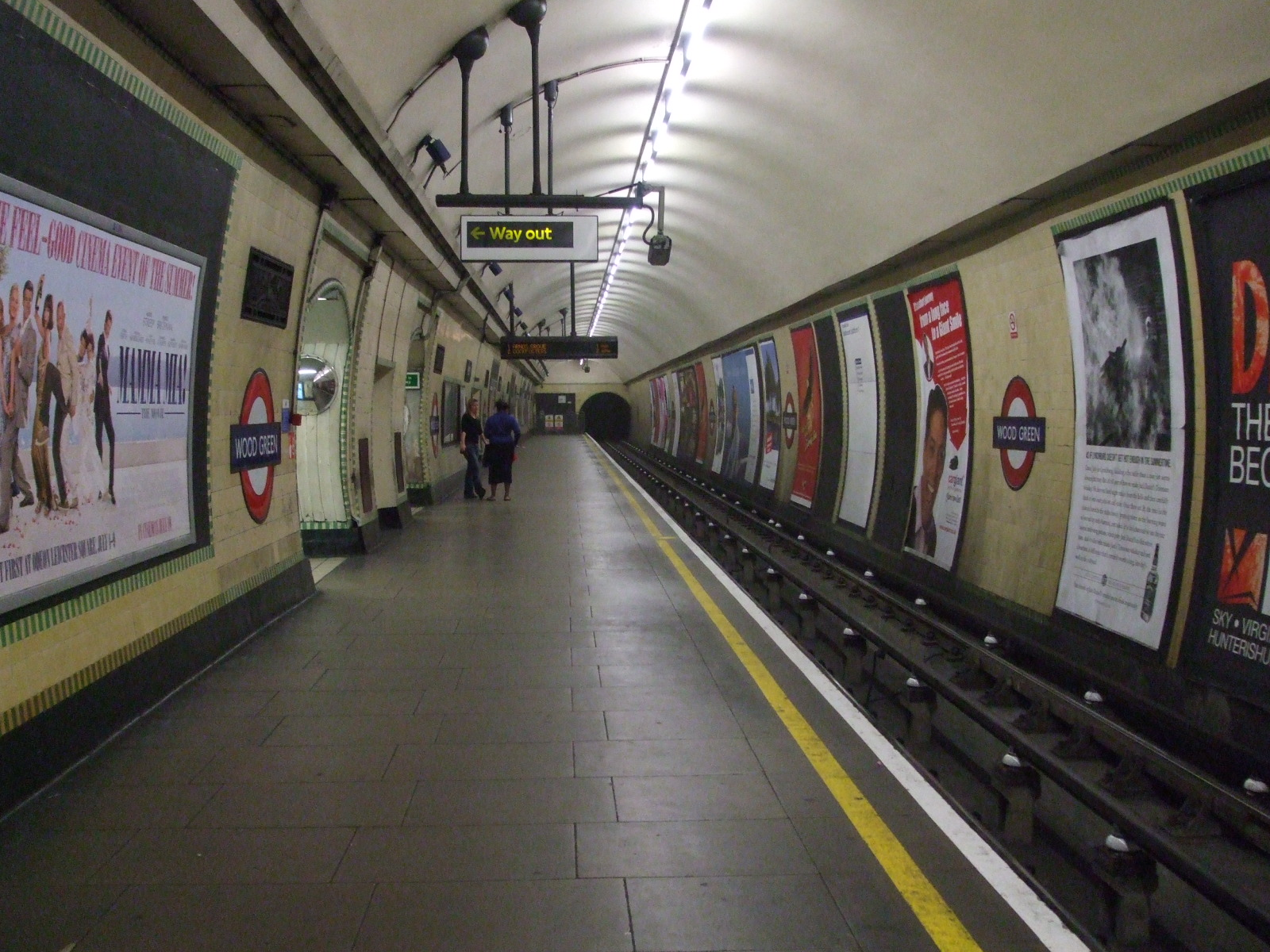
Piattaforma in direzione sud
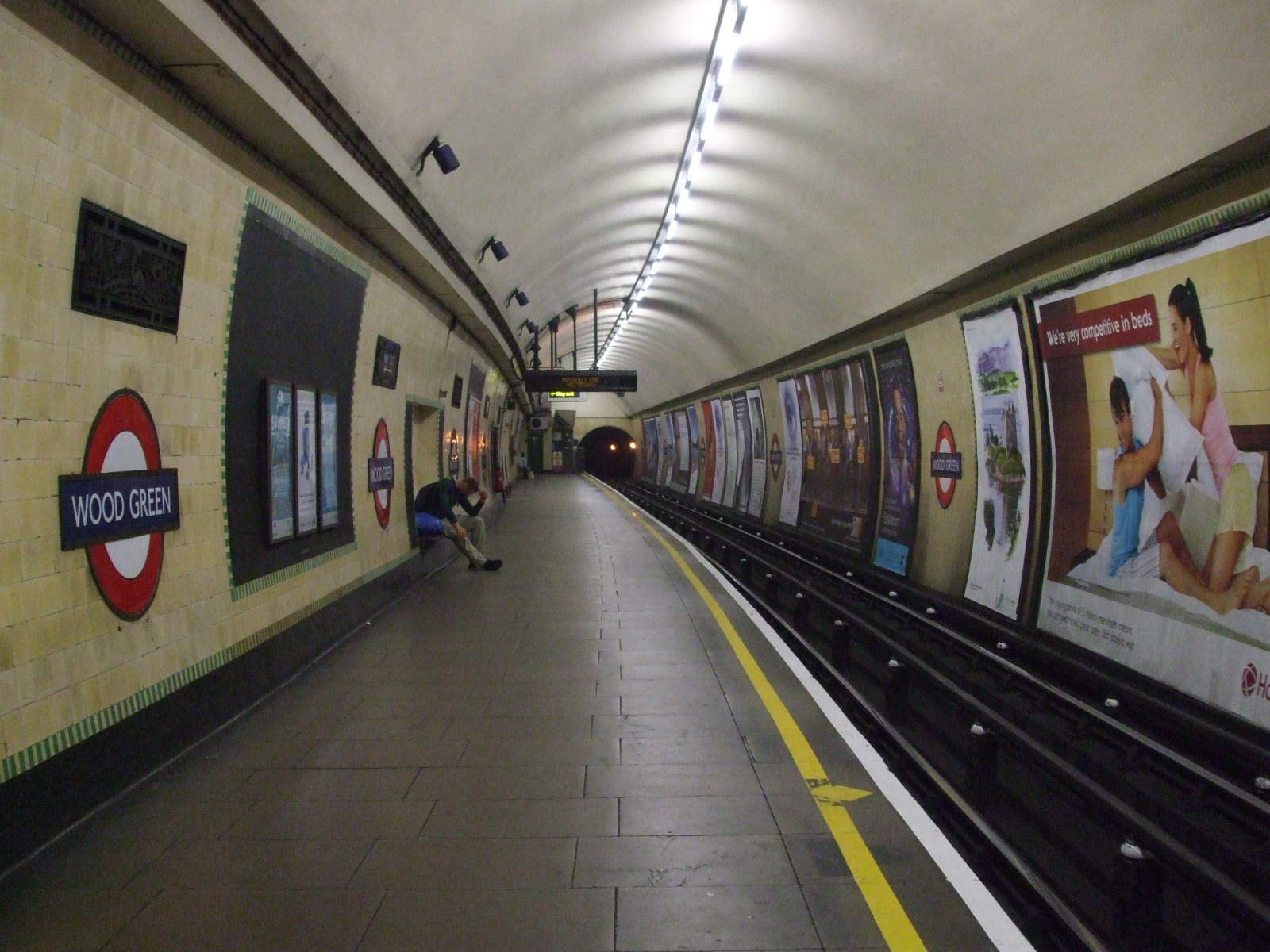
Piattaforma in direzione nord
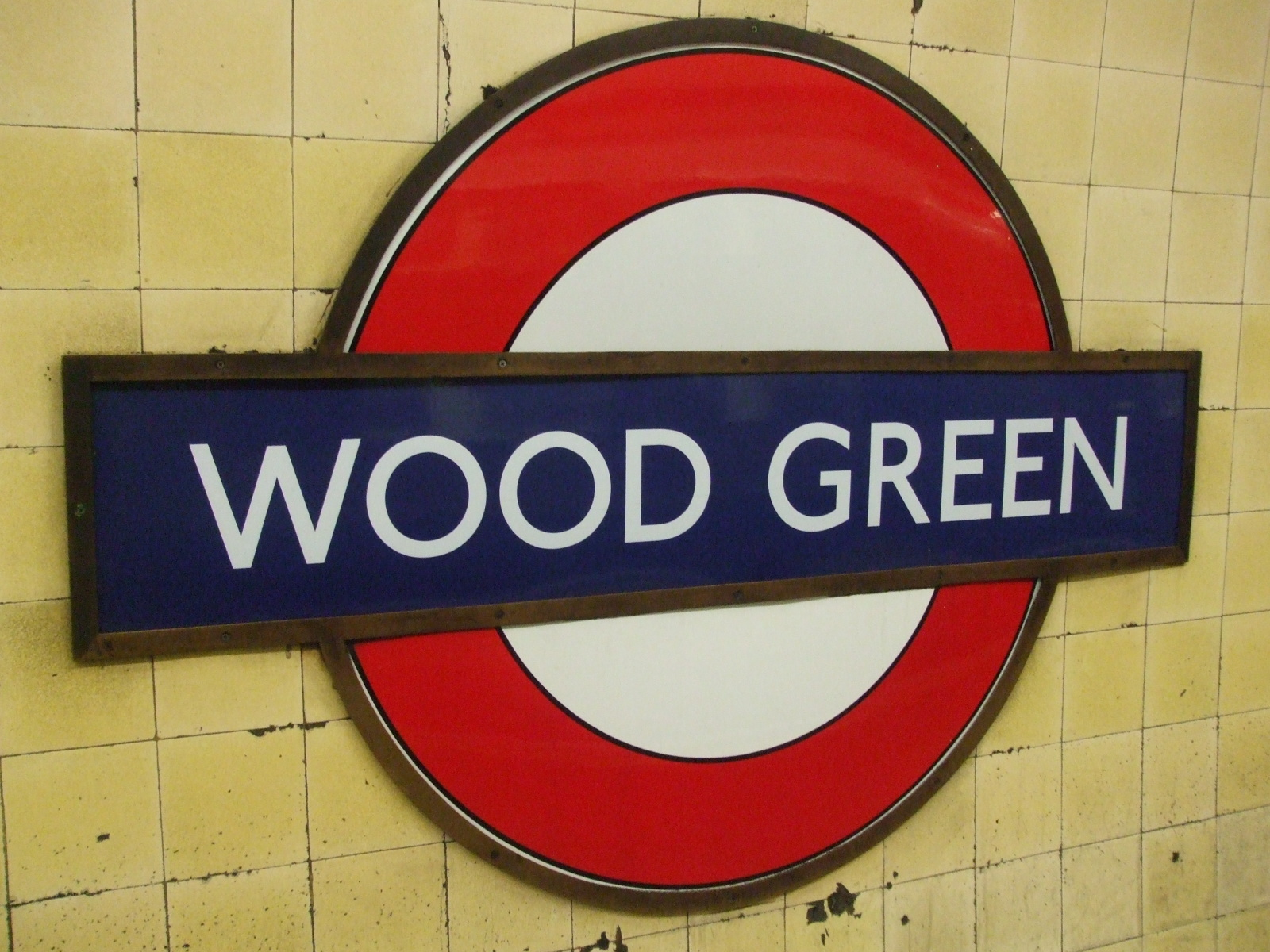
Roundel sulla piattaforma della stazione